# Сент-Джордж (Мен)
Сент-Джордж (англ. St. George) — місто (англ. town) в США, в окрузі Нокс штату Мен. Населення — 2594 особи (2020).

## Демографія
Згідно з переписом 2010 року, у місті мешкала 2591 особа в 1204 домогосподарствах у складі 768 родин. Було 2107 помешкань
Расовий склад населення:
| - 98,8 % — білих - 0,2 % — чорних або афроамериканців - 0,1 % — азіатів |

До двох чи більше рас належало 0,8 %. Частка іспаномовних становила 0,5 % від усіх жителів.
За віковим діапазоном населення розподілялося таким чином: 17,3 % — особи молодші 18 років, 57,8 % — особи у віці 18—64 років, 24,9 % — особи у віці 65 років та старші. Медіана віку мешканця становила 51,7 року. На 100 осіб жіночої статі у місті припадало 94,5 чоловіків;  на 100 жінок у віці від 18 років та старших — 91,8 чоловіків також старших 18 років.
Середній дохід на одне домашнє господарство  становив 87 755 доларів США (медіана — 57 188), а середній дохід на одну сім'ю — 84 427 доларів (медіана — 63 430). Медіана доходів становила 45 089 доларів для чоловіків та 35 050 доларів для жінок. За межею бідності перебувало 1,5 % осіб, у тому числі 0,0 % дітей у віці до 18 років та 2,9 % осіб у віці 65 років та старших.
Цивільне працевлаштоване населення становило 1476 осіб. Основні галузі зайнятості: освіта, охорона здоров'я та соціальна допомога — 24,2 %, сільське господарство, лісництво, риболовля — 14,8 %, роздрібна торгівля — 11,0 %, публічна адміністрація — 8,1 %.